# Stadionul Clinceni
Stadionul Clinceni este un stadion multifuncțional din Clinceni, județul Ilfov, România. În prezent, este folosit mai ales pentru meciuri de fotbal și este terenul de acasă al CS Inter Ilfov. Stadionul are o capacitate de 4.502 locuri.